# چوب‌پای بال‌سیاه
چوب‌پای بال‌سیاه (نام علمی: Himantopus himantopus) نام یک گونه از سرده چوب‌پا است.

## نگارخانه

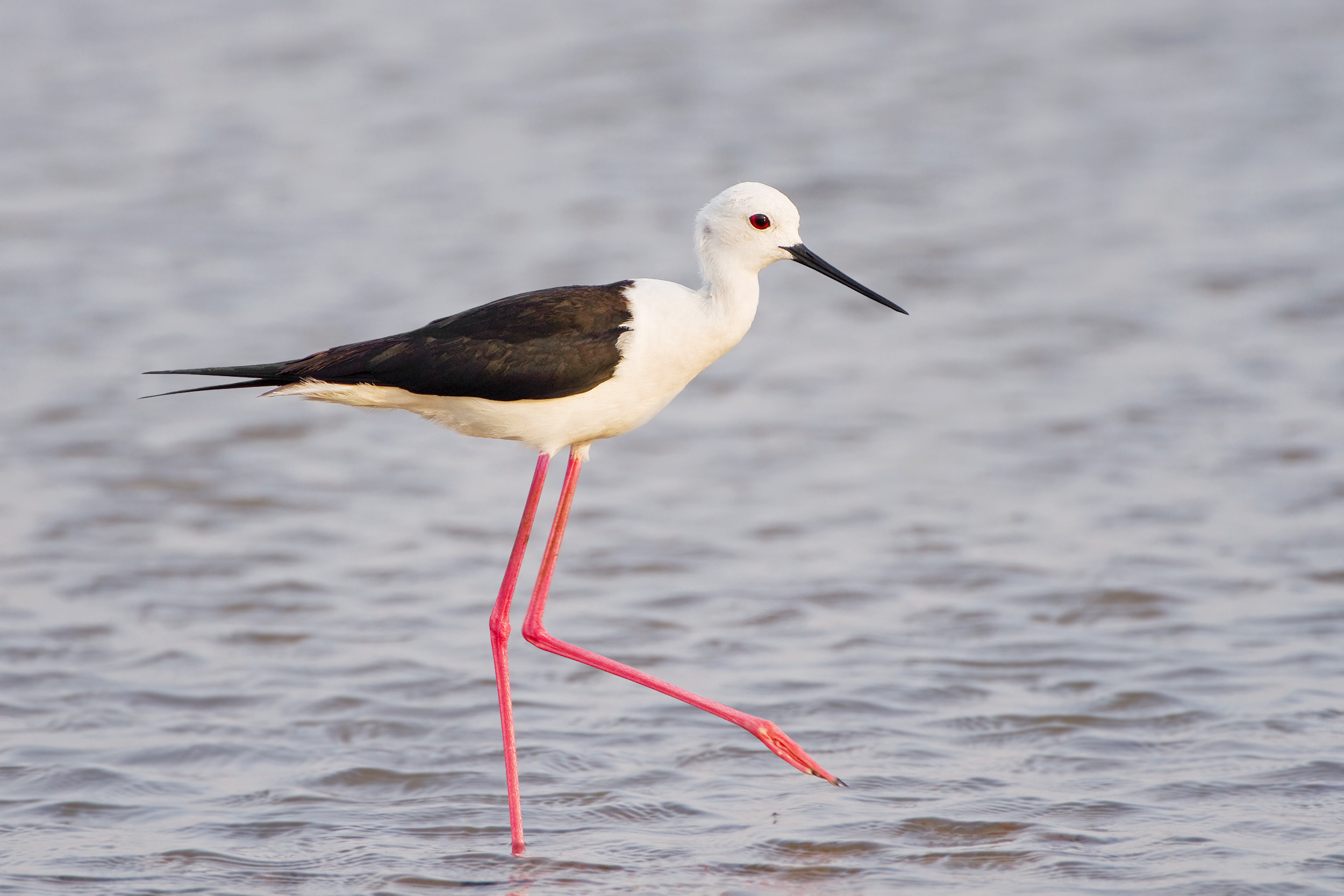
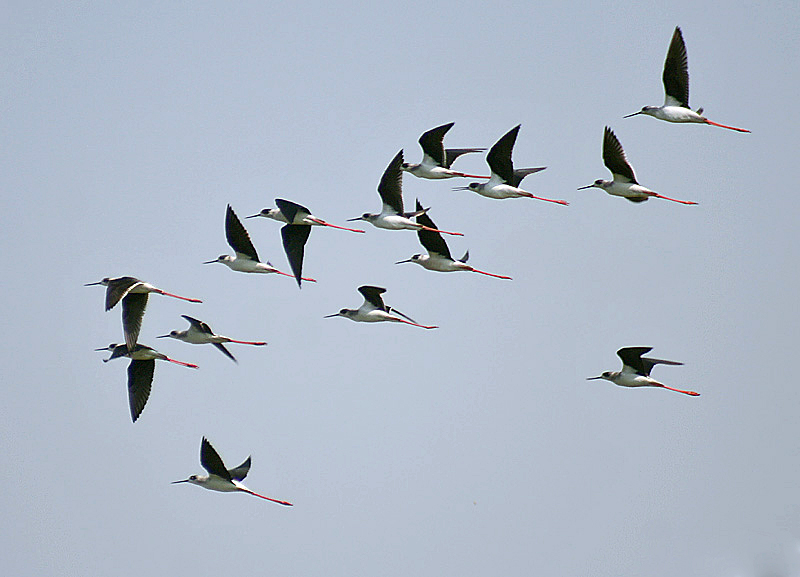
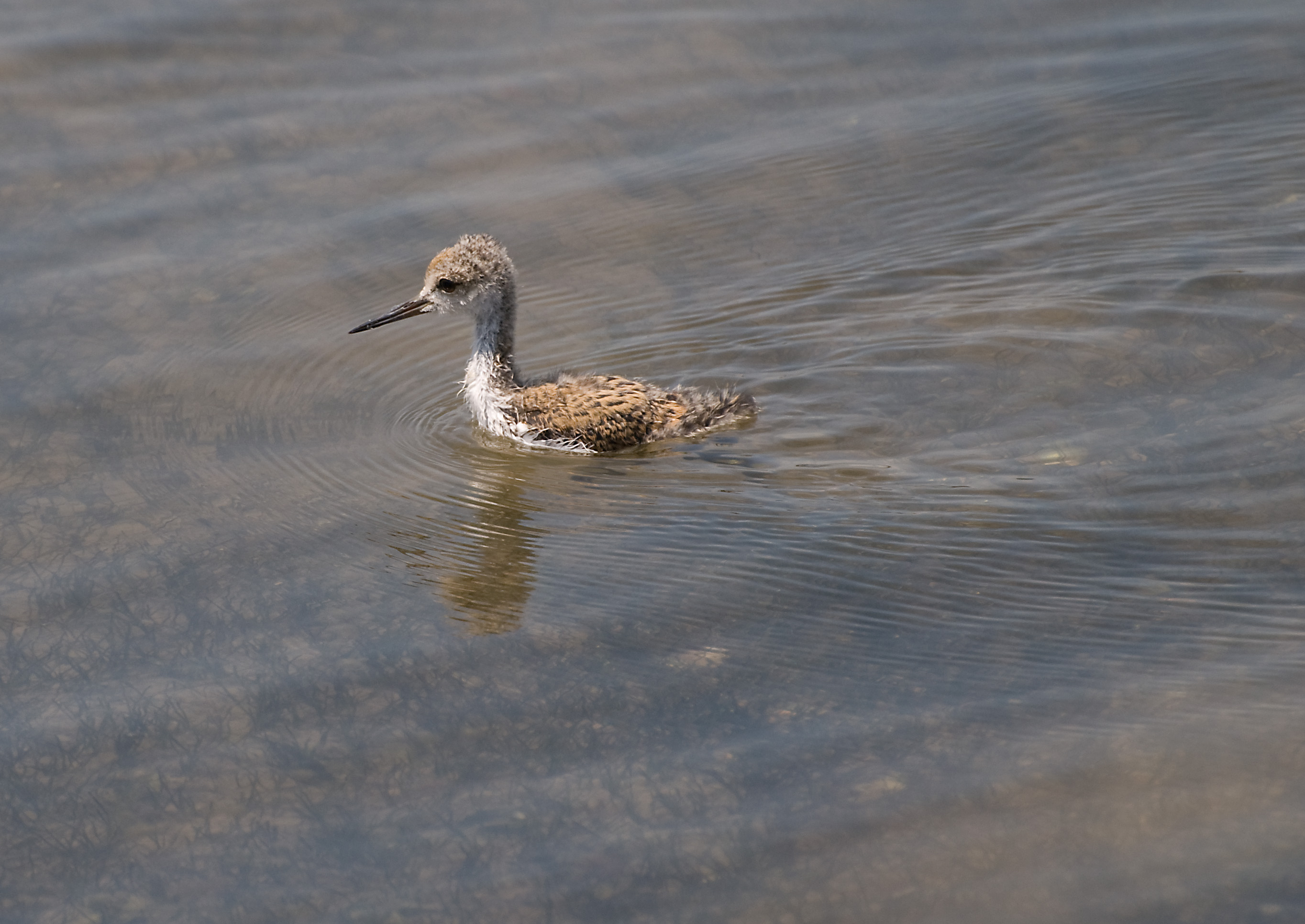
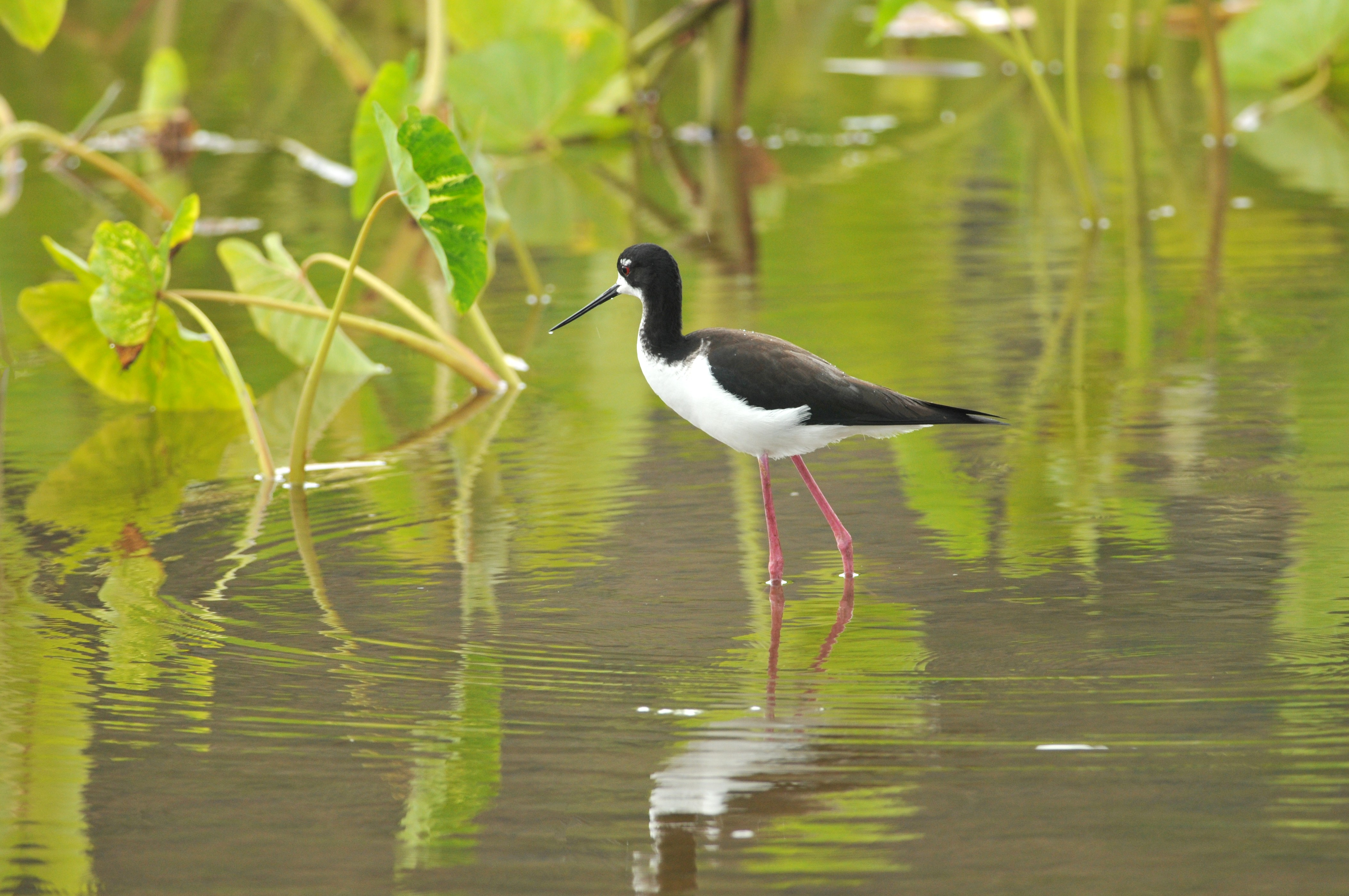